# 하혜진
하혜진(1996년 9월 7일 ~ )은 대한민국의 여자 배구 선수이며, 광주 페퍼저축은행 AI 페퍼스 소속이다. 2014년 9월 11일 열린 2014-2015시즌 여자 신인선수 드래프트에서 1라운드 3순위로 한국도로공사 하이패스에 입단하였다. 유명 배구 선수인 하종화 전 천안 현대캐피탈 스카이워커스 감독의 차녀로도 알려져 있다.

## 프로리그

### 성남 한국도로공사 하이패스 제니스 (2014-2015 시즌)
두터운 도로공사 레프트 선수층 때문에 출전 기회를 자주 얻지는 못했고 간간히 교체 선수로 간간히 출전했다. 도로공사가 정규리그 1위를 확정한 뒤, 후보 선수들의 출전 시간이 늘어났다. 이 때문에 시즌 마지막 KGC 인삼공사와의 경기에서 리시브의 한축을 담당하였고, 인상적인 경기력을 보여주었다. 이날 시즌 최고인 14득점을 기록했다.

### 김천 한국도로공사 하이패스 제니스 (2015-2016 시즌)
작년과 마찬가지로 출전기회를 자주 얻지 못해, 교체선수로 출전했으나. 시크라의 손가락 부상으로 팀의 플레이오프가 걸린 흥국생명전에 라이트 포지션으로 출전했다. 이날 자신의 개인 득점인 23득점을 폭발시키며, 분투했으나 아쉽게 팀은 패하고 말았다.
- V리그 개인 최다 득점

2016년 2월 29일 흥국생명전 23득점

### 광주 페퍼저축은행 AI 페퍼스
2020-2021 시즌을 마친 후 FA 자격을 얻었으나 어느 팀과도 FA 계약을 맺지 못했다. 그러다가 마침 새롭게 창단된 여자부 신생팀 광주 페퍼저축은행 AI 페퍼스의 부름을 받아 입단하여 2021-2022 시즌부터는 광주 페퍼저축은행 AI 페퍼스에서 활동한다.